# Вертелецький Петро Михайлович
Вертеле́цький Петро́ Миха́йлович (нар. 1923, Овідіополь — пом. 3 лютого 1945, Кюстрин)  — другий номер кулеметного розрахунку 1-ї кулеметної роти 140-го гвардійського стрілецького полку 140-ї гвардійської стрілецької дивізії, Герой Радянського Союзу (1945, посмертно), сержант.

## Біографія
Вертелецький Петро Михайлович народився у 1923 році в селищі Овідіополь Одеської області в селянській родині. Українець. У 1940 році закінчив 8 класів школи і вступив до ФЗУ при заводі імені Жовтневої революції в Одесі.
Учасник німецько-радянської війни з 1944 року. Воював на 1-му Білоруському фронті.
Був другим номером кулеметної обслуги у складі 1-ї кулеметної роти 140-го гвардійського стрілецького полку 47-ї гвардійської стрілецької дивізії 1-го Білоруського фронту, обслугу очолював Іван Усенко. Відзначився у боях за місто Шверін (зараз польське місто Сквежина), 31 січня 1945 року подавив п'ять вогневих точок супротивника, завдяки чому його батальйон виконав поставлену перед ним задачу. Під час бою, обслуга кулемета потрапила в оточення. Після того як скінчилися патрони кулемета, його обслуга вступила у рукопашний бій. Завдяки несподіваній контратаці та використанню гранат, 5 солдатів з обслуги змогли відбити напад 35 німців. За цей подвиг, 24 березня 1945 року, командир обслуги Іван Усенко та його другий номер Петро Вертелецький були відзначені званням Героя СРСР із врученням ордена Леніна та медалі «Золота Зірка».
3 лютого 1945 року загинув у бою за місто Костшин. Похований в селі Жабиці (8 км південно-східніше Костшина), згодом перепохований на військовому цвинтарі міста Гожув-Великопольський Любуське воєводство, Польща (могила № 243).
Указом Президії Верховної Ради СРСР від 24 березня 1945 року за мужність і героїзм, виявлені в боротьбі з німецько-фашистськими загарбниками, сержант Вертелецький П. М. посмертно удостоєний звання Героя Радянського Союзу.

## Нагороди
- Золота Зірка Героя Радянського Союзу
- Орден Леніна
- Три медалі «За відвагу»

## Пам'ять

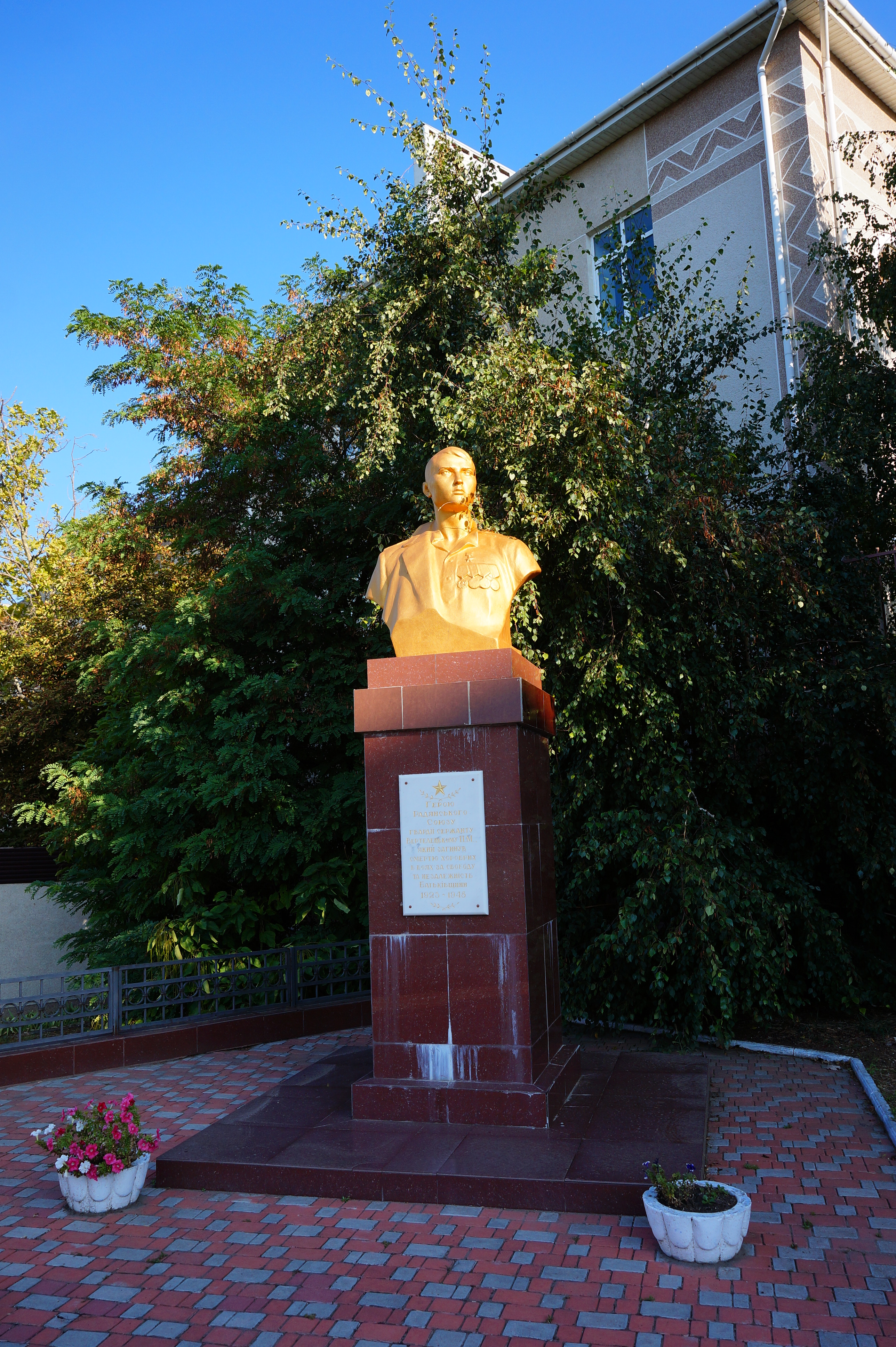
Бюст Вертелецькому в Овідіополі

В селищі міського типу Овідіополь ім'ям Героя названо вулицю й школу, в якій він навчався.
На центральній площі встановлений бюст.
В місті Одеса у дворі ПТУ № 14 також встановлено бюст.